# Хоцича (гміна Сьрода-Велькопольська)
Хоцича (пол. Chocicza, нім. Eulenhorst) — село в Польщі, у гміні Сьрода-Велькопольська Сьредського повіту Великопольського воєводства.
Населення — 105 осіб (2011).
У 1975-1998 роках село належало до Познанського воєводства.

## Демографія
Демографічна структура станом на 31 березня 2011 року:
|          | Загалом | Допрацездатний вік | Працездатний вік | Постпрацездатний вік |
| -------- | ------- | ------------------ | ---------------- | -------------------- |
| Чоловіки | 49      | 12                 | 35               | 2                    |
| Жінки    | 56      | 16                 | 33               | 7                    |
| Разом    | 105     | 28                 | 68               | 9                    |